# Here We Go Again (serie televisiva)
Here We Go Again è una serie televisiva statunitense in 13 episodi trasmessi per la prima volta nel corso di una sola stagione nel 1973.
È una sitcom incentrata sulle vicende di una coppia di divorziati di Encino, a Los Angeles, Jeff Evans (architetto con un figlio separatosi da Judy) e Diane Baker (separatasi da Jerry Standish), che decidono di sposarsi.

## Personaggi e interpreti
- Richard Evans (13 episodi, 1973), interpretato da Larry Hagman.
- Susan Evans (13 episodi, 1973), interpretata da Diane Baker.
- Jeff Evans (13 episodi, 1973), interpretato da Chris Beaumont.
È il figlio di Richard e Judy, vive con la madre.
- Jerry Standish (13 episodi, 1973), interpretato da Dick Gautier.
È l'ex marito di Susan, ha un ristorante.
- Cindy Standish (13 episodi, 1973), interpretata da Leslie Graves.
È una delle figlie di Jerry e Susan.
- Jan Standish (13 episodi, 1973), interpretata da Kim Richards.
È una delle figlie di Jerry e Susan.
- Judy Evans (13 episodi, 1973), interpretato da Nita Talbot.
È l'ex moglie di Richard, direttrice di una rivista di cinema.
- Sam (2 episodi, 1973), interpretato da Yuki Shimoda.

## Produzione
La serie, ideata da Bob Kaufman, fu prodotta da Metromedia Productions. Le musiche furono composte da Peter Allen e Carole Bayer Sager.

### Registi
Tra i registi della serie sono accreditati:
- Marc Daniels
- Theodore J. Flicker
- Jerry London
- Russ Mayberry
- Bill Persky
- Alan Rafkin
- Oscar Rudolph
- Jay Sandrich
- Mel Stuart

### Sceneggiatori
Tra gli sceneggiatori della serie sono accreditati:
- Gordon Farr in un episodio (1973)
- Arnold Kane in un episodio (1973)

## Distribuzione
La serie fu trasmessa negli Stati Uniti dal 20 gennaio 1973 al 21 aprile 1973 sulla rete televisiva ABC. In Italia è stata trasmessa con il titolo Here We Go Again.
Alcune delle uscite internazionali sono state:
- negli Stati Uniti il 20 gennaio 1973 (Here We Go Again)
- in Spagna (Aquí estoy otra vez)
- in Italia (Here We Go Again)

## Episodi
| Stagione       | Episodi | Prima TV USA |
| -------------- | ------- | ------------ |
| Prima stagione | 13      | 1973         |